# Bir Tawil
Bir Tawil, arabiska بيرطويل, är ett 2 060 km² stort landområde mellan Egypten och Sudan precis söder om 22:a nordliga breddgraden, som utmärker sig genom att inget land gör anspråk på området.
Egypten och Sudan är oeniga om gränsen, och båda länder hävdar en gräns som ger dem anspråk på den större Hala'ibtriangeln, men som lämnar Bir Tawil utanför.

## Historia
19 januari 1899 slöts ett avtal mellan Storbritannien och Egypten, vilket definierade Anglo-egyptiska Sudan som "territorierna söder om den 22:a nordliga breddgraden", vilket satte gränsen mellan Egypten och Sudan precis på breddgraden.
Den 22 november 1902 ritades en separat administrativ gräns, vilken skilde sig lite från den etablerade gränsen. Genom detta sattes Bir Tawil under administration av Egypten och Hala'ibtriangeln under administration av Sudan. Anledningen till denna nya gräns var att den tidigare hade delat nomadiska stammar mellan olika länder.
1 februari 1958 skickade den egyptiska regeringen en förfrågan till Sudan, gällande att överlämna administrationen av områdena söder om den 22:a nordliga breddgraden till Egypten. Detta var ett svar på ett politiskt val som skulle hållas i Sudan, där medborgarna av Hala'ib-triangeln inkluderades som röstberättigade. Den sudanesiska regeringen svarade på denna förfrågan genom att påpeka hur de tidigare genomfört val som inkluderade dessa områden, vilket Egypten ej hade klagat på.
Sedan dess hävdar Egypten den ursprungliga gränsen från 1899, medan Sudan hävdar den administrativa gränsen överenskommen 1902. Detta betyder att båda länderna anser sig ha anspråk på Hala'ib-triangeln, men ingen anser sig ha administrativt ansvar för Bir Tawil.

## Anspråk
Eftersom varken Egypten eller Sudan idag gör anspråk på området, har flera individer och organisationer försökt att göra anspråk på det. Ett sådant försök genomfördes av amerikanen Jeremiah Heaton. Denne ville uppfylla sin dotters önskan om att få bli en prinsessa och Heaton tog sig därför på hennes sjuårsdag den 16 juni 2014 till Bir Tawil. Han satte upp en flagga och utropade "kungadömet Nord-Sudan" som en självständig nation, med sig själv som statsöverhuvud och sin dotter Emily som monark.
Ett annat anspråk på Bir Tawil gjordes mer än tre år senare, den 7 november 2017, av indiern Suyash Dixit. Genom ett inlägg på Facebook utropade programmeraren "kungadömet av Dixit" som självständigt, ackompanjerat med bilder av honom i området. Detta provocerade vissa personer som ansåg sig ha ett tidigare anspråk på marken, bland annat Jeremiah Heaton. Inget av dessa anspråk har dock erkänts av internationella organisationer, såsom FN.